# Hubert Flohr
Hubert Flohr (* 8. Juli 1869 in Koblenz; † 13. Juli 1940 in Düsseldorf) war ein deutscher Pianist, Musikpädagoge und Musikdirektor.

## Leben und Werk
Flohr, dessen musikalisches Talent bereits in der frühen Kindheit zutage trat, bekam den ersten Unterricht von seinem Vater, dem Gymnasialmusiklehrer Joseph Flohr. Der Unterricht wurde in Bonn bei Johann Walbrül, einem Spohr-Schüler, der sich in Bonn niedergelassen hatte, fortgesetzt. Bereits mit 9 Jahren trat Flohr als Pianist unter Julius Langenbach am 30. Dezember 1878 in der Bonner Beethoven-Halle mit Mozarts Klavierkonzert in d-moll KV 466 auf. Das Wunderkind hatte mit diesem Konzert einen solchen Erfolg, dass es bereits einen Monat später wieder in der Beethoven-Halle unter Langenbach Beethovens Klavierkonzert C-Dur spielte, weitere Konzerte im Rheinland folgten. Ebenfalls 1879 wurde die erste Konzertreise nach Belgien und in die Niederlande unternommen. Bei einem solchen Konzert hörte der Liszt-Schüler Juliusz Zarębski Flohrs Spiel und bot diesem an, ihn in seine Künstlerklasse am Königlichen Konservatorium Brüssel aufzunehmen. Nach dem Tod Zarębskis 1885 setzte Hubert Flohr sein Studium am Königlichen Konservatorium Lüttich bei Étienne Ledent und am Konservatorium Köln bei Isidor Seiß fort. Die letzte Ausbildung erfolgte bei Clara Schumann in Frankfurt.
Bereits mit 16 Jahren war Flohr Waise, zog dann nach München, von wo er zahlreiche Konzertreisen durch Deutschland, in die Schweiz und Österreich-Ungarn unternahm. Als Liedbegleiter trat er mit Pauline Lucca, Amalie Joachim, dem Violinisten August Wilhelmj und dem Cellisten Joseph Diem auf.
1892 ließ sich Flohr in Neuss nieder, 1902 ging er nach Düsseldorf, wo er als Lehrer am Buths-Neitzel-Konservatorium und als städtischer Musikdirektor über 25 Jahre wirkte, so wie auch Mitglied des Künstlervereins Malkasten wurde. Er verstarb 1940 an Lungenkrebs.
Sein 50-jähriges Künstlerjubiläum im Jahr 1928 wurde in Düsseldorf mit einer Festveranstaltung gefeiert. 1959 gedachte man in Düsseldorf seines 90. und 1969 seines 100. Geburtstages. 1919 wurde er zur Einspielung von 16 Stücken für das Reproduktionsklavier Welte-Mignon eingeladen.
Flohrs Kompositionen wurden 1942 durch eine Luftmine zerstört.